# Travis Outlaw
Travis Marquez Outlaw (Starkville, 18 settembre 1984) è un ex cestista statunitense, professionista nella NBA.

## Carriera

### High school
Outlaw ha frequentato la Starkville High School, ha giocato nella squadra di pallacanestro del suo istituto. Durante il periodo al liceo, ha ottenuto una valutazione di 5 stelle da parte del sito Rivals.com, che per l'anno 2003 l'ha classificato al 7º posto tra i migliori liceali nel suo ruolo e al 13º complessivo all'interno degli Stati Uniti d'America.

### NBA

#### Portland Trail Blazers
Scelto nel 2003 alla 23ª chiamata dai Portland Trail Blazers, ha giocato per la franchigia dell'Oregon per 7 stagioni consecutive. Nelle prime 5 stagioni in NBA ha avuto una media di 8,6 punti e 3,2 rimbalzi a partita con una percentuale di canestri segnati pari al 44,2%.
Durante la Las Vegas Summer League del 2005 ha realizzato 18,7 punti e 6,3 rimbalzi a partita giocando in media per 35,3 minuti. Questi risultati, oltre a permettergli di ricevere la nomina nel miglior quintetto della Summer League, hanno fatto puntare gli occhi di altre squadre sul giocatore, che lo hanno chiesto in cambio di una prima scelta al Draft, ma i Trail Blazers hanno sempre rifiutato queste offerte.
Il 18 aprile 2007 Outlaw fa segnare la sua miglior prestazione realizzativa in NBA, mettendo a referto 36 punti in una sfida contro i Golden State Warriors. Il successivo 1º luglio diventa un redistricted free agent, ma firma un prolungamento del contratto di altri tre anni con la squadra di Portland il 17 luglio.

#### Los Angeles Clippers
Nel febbraio 2010 viene ceduto ai Los Angeles Clippers, insieme a Steve Blake e a un corrispettivo di 1,5 milioni di dollari in cambio di Marcus Camby.

#### New Jersey Nets
Alla scadenza del suo precedente contratto quinquennale, l'8 luglio 2010 Outlaw firma con i New Jersey Nets un nuovo contratto quinquennale da 35 milioni di dollari complessivi; dopo una prima stagione in cui disputa tutte le 82 partite della stagione regolare, partendo 55 titolare, il contratto del giocatore viene risolto il 15 dicembre 2011 tramite la clausola Amnesty.

#### Sacramento Kings
Il 17 dicembre 2011 Outlaw firma un contratto con i Sacramento Kings, squadra nella quale disputa le successive tre stagioni. Il 6 agosto 2014 viene ceduto insieme a Quincy Acy ai New York Knicks in cambio di Wayne Ellington e Jeremy Tyler. Poco prima dell'inizio della nuova stagione, il 27 ottobre, Outlaw viene nuovamente ceduto, questa volta ai Philadelphia 76ers, in cambio di Arnett Moultrie e una scelta del secondo giro del Draft del 2019, ma nello stesso giorno i 76ers annunciano di aver concluso il contratto con Outlaw, lasciandolo svincolato.

## Statistiche

### NBA

#### Regular Season
| Anno      | Squadra             | PG  | PT | MP   | TC%  | 3P%  | TL%  | RP  | AP  | PRP | SP  | PP   |
| --------- | ------------------- | --- | -- | ---- | ---- | ---- | ---- | --- | --- | --- | --- | ---- |
| 2003-2004 | Portland T. Blazers | 8   | 0  | 2,4  | 42,9 | -    | 50,0 | 0,5 | 0,1 | 0,1 | 0,0 | 1,0  |
| 2004-2005 | Portland T. Blazers | 59  | 2  | 13,4 | 49,8 | 40,0 | 65,3 | 2,1 | 0,6 | 0,5 | 0,7 | 5,4  |
| 2005-2006 | Portland T. Blazers | 69  | 11 | 16,7 | 44,0 | 26,4 | 69,7 | 2,7 | 0,5 | 0,4 | 0,7 | 5,8  |
| 2006-2007 | Portland T. Blazers | 67  | 1  | 22,9 | 43,4 | 27,0 | 79,0 | 3,2 | 0,8 | 0,9 | 1,1 | 9,6  |
| 2007-2008 | Portland T. Blazers | 82  | 6  | 26,7 | 43,3 | 39,6 | 74,1 | 4,6 | 1,3 | 0,7 | 0,8 | 13,3 |
| 2008-2009 | Portland T. Blazers | 81  | 6  | 27,7 | 45,3 | 37,7 | 72,3 | 4,1 | 1,0 | 0,6 | 0,7 | 12,8 |
| 2009-2010 | Portland T. Blazers | 11  | 0  | 21,0 | 37,6 | 38,7 | 87,5 | 3,5 | 0,7 | 0,6 | 0,7 | 9,9  |
| 2009-2010 | L.A. Clippers       | 23  | 6  | 21,7 | 40,0 | 37,8 | 80,0 | 3,6 | 1,1 | 0,5 | 0,4 | 8,7  |
| 2010-2011 | N.J. Nets           | 82  | 55 | 28,8 | 37,5 | 30,2 | 77,2 | 4,0 | 1,0 | 0,4 | 0,4 | 9,2  |
| 2011-2012 | Sacramento Kings    | 39  | 5  | 12,8 | 34,3 | 26,7 | 67,4 | 1,6 | 0,4 | 0,5 | 0,5 | 4,3  |
| 2012-2013 | Sacramento Kings    | 38  | 2  | 11,7 | 41,8 | 28,0 | 73,1 | 1,6 | 0,6 | 0,3 | 0,2 | 5,3  |
| 2013-2014 | Sacramento Kings    | 63  | 4  | 16,9 | 39,9 | 35,0 | 80,8 | 2,7 | 0,8 | 0,3 | 0,3 | 5,4  |
| Carriera  | Carriera            | 622 | 98 | 20,9 | 42,3 | 33,7 | 74,4 | 3,2 | 0,8 | 0,5 | 0,6 | 8,5  |

#### Playoffs
| Anno     | Squadra             | PG | PT | MP   | TC%  | 3P%  | TL%  | RP  | AP  | PRP | SP  | PP  |
| -------- | ------------------- | -- | -- | ---- | ---- | ---- | ---- | --- | --- | --- | --- | --- |
| 2009     | Portland T. Blazers | 6  | 0  | 28,3 | 31,8 | 25,0 | 66,7 | 3,0 | 0,5 | 0,8 | 0,7 | 9,0 |
| Carriera | Carriera            | 6  | 0  | 28,3 | 31,8 | 25,0 | 66,7 | 3,0 | 0,5 | 0,8 | 0,7 | 9,0 |

## Palmarès
- McDonald's All-American Game (2003)